# Henri Arnauld

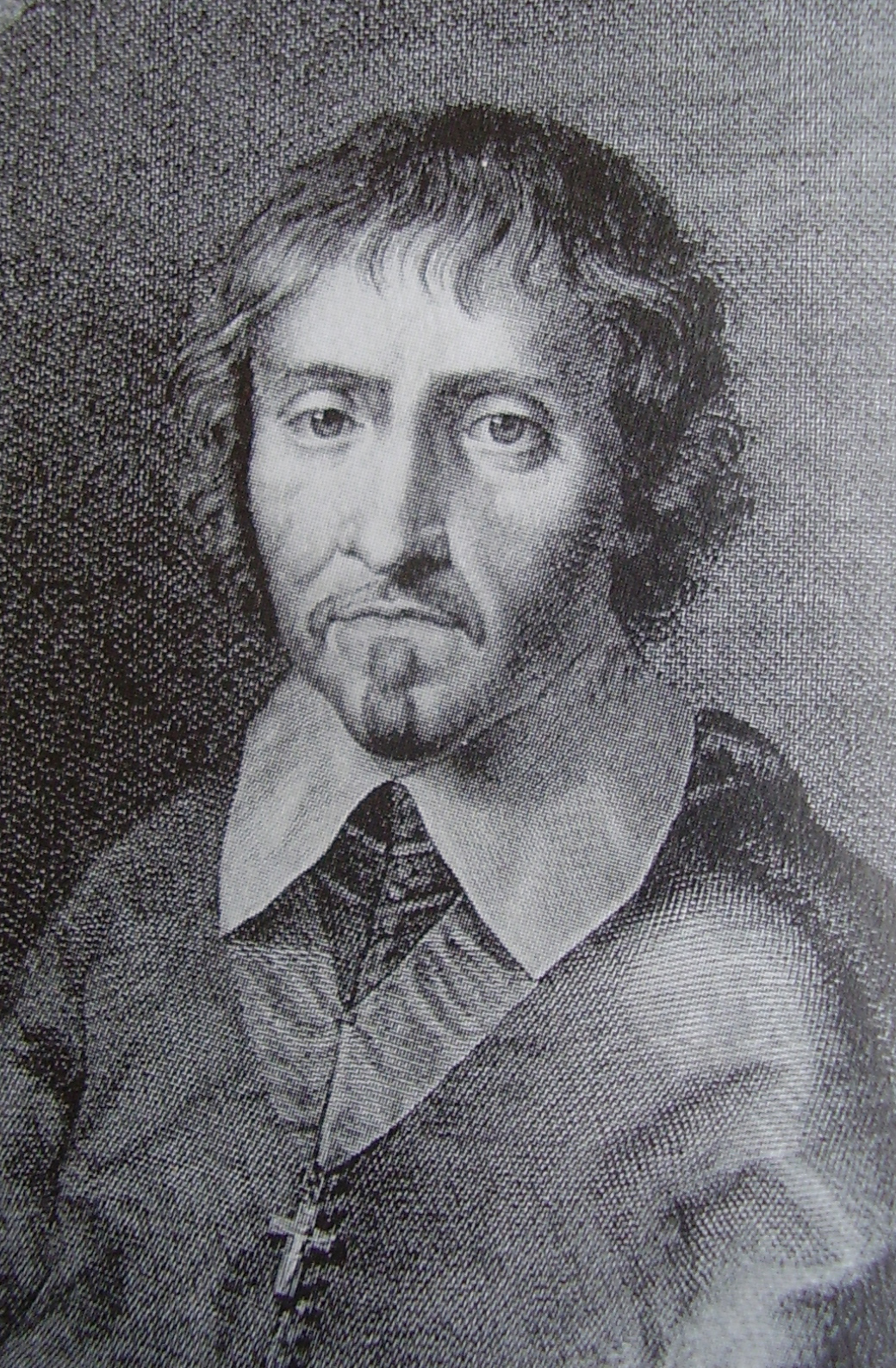
Henri Arnauld

Henri Arnauld (ur. 30 października 1597 w Paryżu, zm. 8 czerwca 1692 w Angers) – francuski duchowny katolicki, biskup Angers (1650-1692).

## Rodzina
Pochodził ze znanej francuskiej rodziny. Jego dziadek Antoine Arnauld (1490-1591) pierwszy znany z rodziny Arnauld, pan na Mothe i Villeneuve, generalny prokurator Katarzyny Medycejskiej w uzyskał szlachectwo 1577. Zmarł w wieku 101 lat.
Ojciec Antoine (1560-1619) był znanym prawnikiem w Paryżu i radcą stanu. Ożenił się z Catherine Marion. Małżeństwo doczekało się 20 dzieci, z których dorosłego wieku dożyło 10.
Rodzeństwo Henry'ego: 
- Robert Arnauld d'Andilly (1588-1674), makler i autor;
- Catherine Lemaistre (1590-1651)
- Marie Angélique Arnauld (1591-1661), opatka z Port Royal
- Agnes Arnauld (1593-1672), opatka z Port Royal
- Gabrielle Arnold
- Antoine Arnauld (1612-1694), teolog, filozof i matematyk

## Poglądy i zasługi
Henri Arnauld należał do jansenistów. Będąc wysłannikiem króla pojednał ród Barberinich z Watykanem. Z charakteru człowiek prawy, pełen miłości względem chorych i ubogich. Dzielił się z potrzebującymi ostatnim groszem. 
Wnuk biskupa Markiz de Pomponne (1669-1756) ogłosił drukiem 1748 układy jakie prowadził jego dziadek w Rzymie i innych dworach włoskich.